# Карагай (Кировская область)
 Карагай  — деревня в Афанасьевском районе Кировской области в составе Пашинского сельского поселения.

## География
Расположена на расстоянии примерно 10 км на юг-юго-восток по прямой от райцентра поселка Афанасьево на правобережье реки Кама.

## История
Известна с 1873 года как часть деревни Ромашевская, в 1926 году здесь (уже деревня Карагай) 27 и 146 (42- «пермяки»), в 1950 (Карагайская) 28 и 117, в 1989 году 48 жителей. Настоящее название утвердилось с 1978 года.  

## Население
Постоянное население составляло 48 человек (русские 98%) в 2002 году, 35 в 2010.